# Partito Tedesco di Hannover
Il Partito Tedesco di Hannover (in tedesco Deutsch-Hannoversche Partei, DHP) fu un partito conservatore-federalista attivo prima in Prussia e poi nell'Impero di Germania.

## Prussia ed Impero

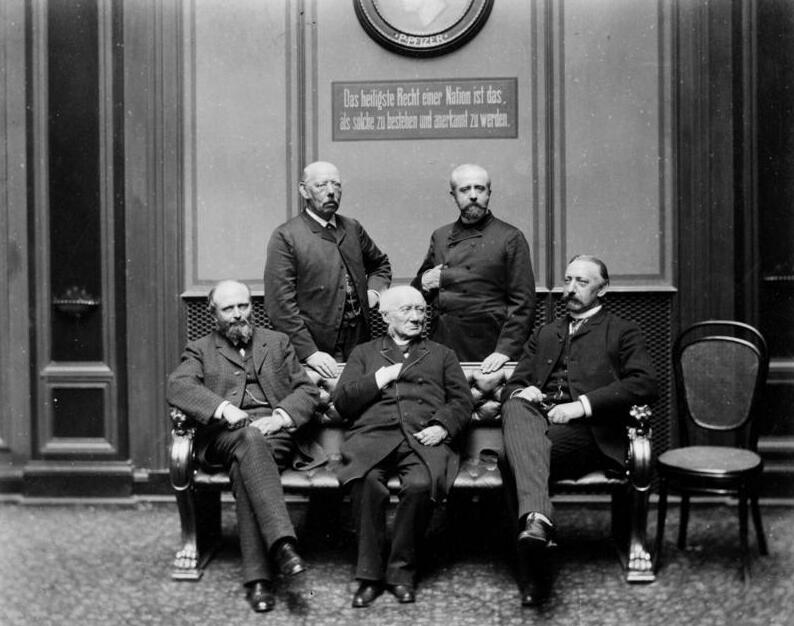
Membri del gruppo DHP intorno a Ludwig Windthorst nel palazzo del Reichstag, 1889 circa

Il partito fu fondato nel 1869 per protestare contro l'annessione del Regno di Hannover da parte della Prussia e la confisca dei beni di proprietà  della famiglia reale (Welfenfonds). Cercò di restaurare la dinastia Welfen e fu quindi definito come il Partito di Welfen. Il partito conservatore luterano fu anti-Prussiano e fu fortemente radicato nell'area orientale dell'Hannover. Tra i leader vi furono numerosi nobili. Nel Reichstag si unirono regolarmente come indipendenti nel gruppo dei centristi. Ludwig Brüel, suo membro del Reichstag, amico intimo del leader del centro, Ludwig Windthorst, fu determinante nelle trattative per la restituzione del Welfenfonds nel 1892. Il leader del partito (= presidente del consiglio direttivo della società elettorale di Hannover, è la denominazione corretta) fu Georg von der Decken (1836-1898), MdR dal 1890 al 1898.

## Repubblica di Weimar
Dopo il 1918, il DHP si schierò per un Hannover indipendente dalla Prussia nel Reich tedesco. Una votazione preliminare nel 1924 fallì, anche a causa della forte pressione statale esercitata sui funzionari, sulla stampa, eccetera. In seguito, il partito cominciò a perdere importanza, con i Welfen protestanti dell'est di Hannover che andarono al NSDAP, e i Welfen cattolici dell'area di Osnabrück e dell'Emsland in parte al Zentrum, come il membro del Landtag Wilhelm Borgmann del Lorup. Nel 1933 si sciolse per evitare il divieto da parte dei nazionalsocialisti.

## Repubblica Federale di Germania
Dopo il 1945, il Partito dello Stato della Bassa Sassonia (in tedesco Niedersächsische Landespartei), ribattezzato nel 1947 Partito Tedesco (DP), successe al DHP. Fortemente radicato nella Bassa Sassonia, che governò dal 1955 al 1959 con il suo presidente Heinrich Hellwege che fu ministro-presidente. A livello federale, partecipò ai governi della CDU in cui ebbe alcuni dicasteri.
Nel 1953, alcuni dissidenti DP fondarono un nuovo DHP, ma non ebbe successo. Nel 1962 si ricongiunse con il "Rest-DP", un'ala che non fece parte del GDP. L'unico presidente di questo partito fu Hans Wilhelm Griemsmann. Questo DHP partecipò alle elezioni del Land di Bassa Sassonia nel 1955 e ricevette lo 0,3% dei voti validi. Nel 1957, insieme allo Zentrum, ha istituito la niedersächsische Landesliste der Föderalistischen Union (FU). Il suo membro Hermann Predöhl venne eletto membro del Consiglio federale della FU nel quadro dell'alleanza elettorale.

## Deutsch-hannoverscher Volkskalender
Dal 1898 al 1933 il partito è stato redattore del Deutsch-hannoverschen Volkskalenders.